# باغودة شلسانغسا
باغودة شلسانغسا أو باغودة الطبقات الثلاث في معبد شلسانغ (بالكورية: 남원 실상사 백장암 삼층석탑) هي باغودة كورية، وتعتبر الكنز الوطني لكوريا الجنوبية رقم 10.